# 10988 Feinstein
10988 Feinstein este un asteroid din centura principală, descoperit pe 28 iulie 1968, de Observatorio Félix Aguilar.